# Cyril Sinelnikov

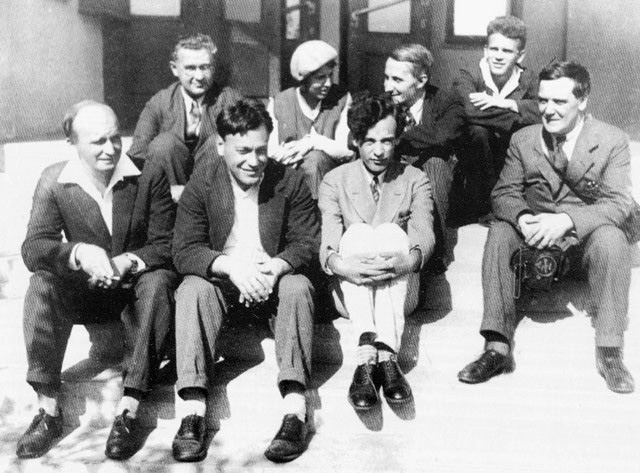
Sinelnikov (segunda fila, terceiro a partir de esquerda) em 1934 no Instituto de Física e Tecnologia de Carcóvia

Kirill Dmitriyevich Sinelnikov (em russo:  Кирилл Дмитриевич Синельников; Pavlograd, Império Russo, 29 de maio de 1901 – Carcóvia, União Soviética, 6 de outubro de 1966 foi um físico nuclear ucraniano, considerado o grande organizador da ciência na União Soviética.